# Interlands Nigeriaans voetbalelftal 2010-2019
Deze pagina toont een gedetailleerd overzicht van de interlands die het Nigeriaans voetbalelftal speelt en heeft gespeeld in de periode 2010 – 2019.

## Interlands

### 2010
| Afrika Cup |
| ---------- |

|                                                                  |                                                       |       |                     | |
| 12 januari Afrika Cup Groep C № 416 «onderlinge duels» 17:00 uur | Egypte                                                | 3 – 1 | Nigeria             | Complexo da Sr. da Graça, Benguela Toeschouwers: 18.000 Scheidsrechter: Rajindraparsad Seechurn (MAU) |
| 12 januari Afrika Cup Groep C № 416 «onderlinge duels» 17:00 uur | Emad Moteb 34' Ahmed Hassan 54' Mohamed Nagy Gedo 87' |       | 12' Chinedu Ogebuke | Complexo da Sr. da Graça, Benguela Toeschouwers: 18.000 Scheidsrechter: Rajindraparsad Seechurn (MAU) |

|                                                                  |                             |       |       | |
| 16 januari Afrika Cup Groep C № 417 «onderlinge duels» 17:00 uur | Nigeria                     | 1 – 0 | Benin | Complexo da Sr. da Graça, Benguela Toeschouwers: 8.000 Scheidsrechter: Martins de Carvalho Helder (ANG) |
| 16 januari Afrika Cup Groep C № 417 «onderlinge duels» 17:00 uur | Yakubu Aiyegbeni 42' (pen.) |       |       | Complexo da Sr. da Graça, Benguela Toeschouwers: 8.000 Scheidsrechter: Martins de Carvalho Helder (ANG) |

|                                                                  |                                                               |       |            |                                                                                           |
| 20 januari Afrika Cup Groep C № 418 «onderlinge duels» 17:00 uur | Nigeria                                                       | 3 – 0 | Mozambique | Estádio Alto da Chela, Lubango Toeschouwers: 10.000 Scheidsrechter: Koman Coulibaly (MLI) |
| 20 januari Afrika Cup Groep C № 418 «onderlinge duels» 17:00 uur | Peter Odemwingie 45' Peter Odemwingie 47' Obafemi Martins 86' |       |            | Estádio Alto da Chela, Lubango Toeschouwers: 10.000 Scheidsrechter: Koman Coulibaly (MLI) |

|                                                                      |                                                                                 |       |                                                                               |                                                                                              |
| 25 januari Afrika Cup Kwartfinale № 419 «onderlinge duels» 20:30 uur | Zambia                                                                          | 0 – 0 | Nigeria                                                                       | Estádio Alto da Chela, Lubango Toeschouwers: 10.000 Scheidsrechter: Essam Abd El Fatah (EGY) |
| 25 januari Afrika Cup Kwartfinale № 419 «onderlinge duels» 20:30 uur |                                                                                 |       |                                                                               | Estádio Alto da Chela, Lubango Toeschouwers: 10.000 Scheidsrechter: Essam Abd El Fatah (EGY) |
| 25 januari Afrika Cup Kwartfinale № 419 «onderlinge duels» 20:30 uur | Strafschoppen                                                                   |       |                                                                               | Estádio Alto da Chela, Lubango Toeschouwers: 10.000 Scheidsrechter: Essam Abd El Fatah (EGY) |
| 25 januari Afrika Cup Kwartfinale № 419 «onderlinge duels» 20:30 uur | Noah Chivuta Christopher Katongo Emmanuel Mayuka Thomas Nyrienda Kennedy Mweene | 4 – 5 | John Obi Mikel Obafemi Martins Victor Obinna Peter Odemwingie Vincent Enyeama | Estádio Alto da Chela, Lubango Toeschouwers: 10.000 Scheidsrechter: Essam Abd El Fatah (EGY) |

|                                                                       |                  |       |         |                                                                                         |
| 28 januari Afrika Cup Halve finale № 420 «onderlinge duels» 16:00 uur | Ghana            | 1 – 0 | Nigeria | Estádio 11 de Novembro, Luanda Toeschouwers: 7.500 Scheidsrechter: Daniel Bennett (RSA) |
| 28 januari Afrika Cup Halve finale № 420 «onderlinge duels» 16:00 uur | Asamoah Gyan 21' |       |         | Estádio 11 de Novembro, Luanda Toeschouwers: 7.500 Scheidsrechter: Daniel Bennett (RSA) |

|                                                                       |                   |       |          |                                                                                             |
| 30 januari Afrika Cup Troostfinale № 421 «onderlinge duels» 17:00 uur | Nigeria           | 1 – 0 | Algerije | Complexo da Sr. da Graça, Benguela Toeschouwers: 15.000 Scheidsrechter: Badara Diatta (SEN) |
| 30 januari Afrika Cup Troostfinale № 421 «onderlinge duels» 17:00 uur | Victor Obinna 55' |       |          | Complexo da Sr. da Graça, Benguela Toeschouwers: 15.000 Scheidsrechter: Badara Diatta (SEN) |

|  |  |  |  |  |  |  |  |  |

|                                                    |                                                                                        |       |                                 |                                                     |
| 3 maart Vriendschappelijk № 422 «onderlinge duels» | Nigeria                                                                                | 5 – 2 | Congo-Kinshasa                  | Abuja Nationaal Stadion, Abuja Toeschouwers: 10.000 |
| 3 maart Vriendschappelijk № 422 «onderlinge duels» | Peter Utaka 11' Osas Idehen 28' Chinedu Ezimorah 31' Victor Obinna 52' Osas Idehen 65' |       | 43' Bedi Mbenza 71' Bedi Mbenza | Abuja Nationaal Stadion, Abuja Toeschouwers: 10.000 |

|                                                   |         |       |               |                                                                                  |
| 25 mei Vriendschappelijk № 423 «onderlinge duels» | Nigeria | 0 – 0 | Saoedi-Arabië | Alpenstadion, Wattens Toeschouwers: 1.000 Scheidsrechter: Thomas Einwaller (AUT) |
| 25 mei Vriendschappelijk № 423 «onderlinge duels» |         |       |               | Alpenstadion, Wattens Toeschouwers: 1.000 Scheidsrechter: Thomas Einwaller (AUT) |

|                                                             |                   |       |                   |                                                                                        |
| 30 mei Vriendschappelijk № 424 «onderlinge duels» 20:30 uur | Nigeria           | 1 – 1 | Colombia          | Stadium:mk, Milton Keynes Toeschouwers: onbekend Scheidsrechter: Martin Atkinson (ENG) |
| 30 mei Vriendschappelijk № 424 «onderlinge duels» 20:30 uur | Lukman Haruna 70' |       | 29' Carlos Valdés | Stadium:mk, Milton Keynes Toeschouwers: onbekend Scheidsrechter: Martin Atkinson (ENG) |

|                                                   |                   |       |                                                                   |                                                 |
| 6 juni Vriendschappelijk № 425 «onderlinge duels» | Noord-Korea       | 1 – 3 | Nigeria                                                           | Makhulong Stadion, Tembisa Toeschouwers: 20.000 |
| 6 juni Vriendschappelijk № 425 «onderlinge duels» | Cha Jong-Hyok 64' |       | 15' Yakubu Aiyegbeni 62' (pen.) Victor Obinna 88' Obafemi Martins | Makhulong Stadion, Tembisa Toeschouwers: 20.000 |

| WK voetbal 2010 |
| --------------- |

|                                                                 |                   |       |         |                                                                                            |
| 12 juni WK-eindronde Groep B № 426 «onderlinge duels» 16:00 uur | Argentinië        | 1 – 0 | Nigeria | Ellis Park Stadium, Johannesburg Toeschouwers: 55.686 Scheidsrechter: Wolfgang Stark (GER) |
| 12 juni WK-eindronde Groep B № 426 «onderlinge duels» 16:00 uur | Gabriel Heinze 6' |       |         | Ellis Park Stadium, Johannesburg Toeschouwers: 55.686 Scheidsrechter: Wolfgang Stark (GER) |

|                                                                 |                                                |       |               |                                                                                     |
| 17 juni WK-eindronde Groep B № 427 «onderlinge duels» 16:00 uur | Griekenland                                    | 2 – 1 | Nigeria       | Vrystaatstadion, Bloemfontein Toeschouwers: 31.593 Scheidsrechter: Óscar Ruiz (COL) |
| 17 juni WK-eindronde Groep B № 427 «onderlinge duels» 16:00 uur | Dimitrios Salpigidis 44' Vasilis Torosidis 71' |       | 16' Kalu Uche | Vrystaatstadion, Bloemfontein Toeschouwers: 31.593 Scheidsrechter: Óscar Ruiz (COL) |

|                                                                 |                                          |       |                                     |                                                                                               |
| 22 juni WK-eindronde Groep B № 428 «onderlinge duels» 20:30 uur | Nigeria                                  | 2 – 2 | Zuid-Korea                          | Moses Mabhida Stadion, Durban Toeschouwers: 61.874 Scheidsrechter: Olegario Benquerença (POR) |
| 22 juni WK-eindronde Groep B № 428 «onderlinge duels» 20:30 uur | Kalu Uche 12' Yakubu Ayegbeni 69' (pen.) |       | 38' Lee Jung-soo 49' Park Chu-young | Moses Mabhida Stadion, Durban Toeschouwers: 61.874 Scheidsrechter: Olegario Benquerença (POR) |

|  |  |  |  |  |  |  |  |  |

|                                                        |                                     |       |                      |                                                                                           |
| 11 augustus Vriendschappelijk № 429 «onderlinge duels» | Zuid-Korea                          | 2 – 1 | Nigeria              | Suwon World Cupstadion, Seoul Toeschouwers: 40.331 Scheidsrechter: Yuichi Nishimura (JPN) |
| 11 augustus Vriendschappelijk № 429 «onderlinge duels» | Yoon Bit-Garam 17' Choi Hyo-Jin 44' |       | 26' Peter Odemwingie | Suwon World Cupstadion, Seoul Toeschouwers: 40.331 Scheidsrechter: Yuichi Nishimura (JPN) |

|                                                              |                                           |       |            |                                                                                   |
| 5 september Kwalificatie Africa Cup № 430 «onderlinge duels» | Nigeria                                   | 2 – 0 | Madagaskar | Abuja Nationaal Stadion, Abuja Toeschouwers: ?? Scheidsrechter: Slim Jedidi (TUN) |
| 5 september Kwalificatie Africa Cup № 430 «onderlinge duels» | Obafemi Martins 19' Michael Eneramo 45+1' |       |            | Abuja Nationaal Stadion, Abuja Toeschouwers: ?? Scheidsrechter: Slim Jedidi (TUN) |

|                                                             |                   |       |         |                                                                                          |
| 10 oktober Kwalificatie Africa Cup № 431 «onderlinge duels» | Guinee            | 1 – 0 | Nigeria | Stade du 28 Septembre, Conakry Toeschouwers: ?? Scheidsrechter: Bouchaïb El Ahrach (MAR) |
| 10 oktober Kwalificatie Africa Cup № 431 «onderlinge duels» | Kévin Constant 5' |       |         | Stade du 28 Septembre, Conakry Toeschouwers: ?? Scheidsrechter: Bouchaïb El Ahrach (MAR) |

### 2011
|                                                       |         |       |              |  |
| 9 februari Vriendschappelijk № 432 «onderlinge duels» | Nigeria | 2 – 1 | Sierra Leone |  |
| 9 februari Vriendschappelijk № 432 «onderlinge duels» |         |       |              |  |

|                                                           |         |       |          |  |
| 27 maart Kwalificatie Africa Cup № 433 «onderlinge duels» | Nigeria | 4 – 0 | Ethiopië |  |
| 27 maart Kwalificatie Africa Cup № 433 «onderlinge duels» |         |       |          |  |

|                                                     |         |       |       |  |
| 29 maart Vriendschappelijk № 434 «onderlinge duels» | Nigeria | 3 – 0 | Kenia |  |
| 29 maart Vriendschappelijk № 434 «onderlinge duels» |         |       |       |  |

|                                                   |         |       |            |  |
| 1 juni Vriendschappelijk № 435 «onderlinge duels» | Nigeria | 4 – 1 | Argentinië |  |
| 1 juni Vriendschappelijk № 435 «onderlinge duels» |         |       |            |  |

|                                                         |          |       |         |  |
| 5 juni Kwalificatie Africa Cup № 436 «onderlinge duels» | Ethiopië | 2 – 2 | Nigeria |  |
| 5 juni Kwalificatie Africa Cup № 436 «onderlinge duels» |          |       |         |  |

|                                                              |            |       |         |  |
| 4 september Kwalificatie Africa Cup № 437 «onderlinge duels» | Madagaskar | 0 – 2 | Nigeria |  |
| 4 september Kwalificatie Africa Cup № 437 «onderlinge duels» |            |       |         |  |

|                                                        |            |       |         |  |
| 6 september Vriendschappelijk № 438 «onderlinge duels» | Argentinië | 3 – 1 | Nigeria |  |
| 6 september Vriendschappelijk № 438 «onderlinge duels» |            |       |         |  |

|                                                            |         |       |        |  |
| 8 oktober Kwalificatie Africa Cup № 439 «onderlinge duels» | Nigeria | 2 – 2 | Guinee |  |
| 8 oktober Kwalificatie Africa Cup № 439 «onderlinge duels» |         |       |        |  |

|                                                                 |       |       |         |                                                                                   |
| 11 oktober Vriendschappelijk № 440 «onderlinge duels» 20:00 uur | Ghana | 0 – 0 | Nigeria | Vicarage Road, Watford Toeschouwers: 5.000 Scheidsrechter: Mark Clattenburg (ENG) |
| 11 oktober Vriendschappelijk № 440 «onderlinge duels» 20:00 uur |       |       |         | Vicarage Road, Watford Toeschouwers: 5.000 Scheidsrechter: Mark Clattenburg (ENG) |

|                                                        |         |       |          |  |
| 12 november Vriendschappelijk № 441 «onderlinge duels» | Nigeria | 0 – 0 | Botswana |  |
| 12 november Vriendschappelijk № 441 «onderlinge duels» |         |       |          |  |

|                                                        |                                 |       |        |                              |
| 15 november Vriendschappelijk № 442 «onderlinge duels» | Nigeria                         | 2 – 0 | Zambia | Ahmadu-Bello Stadium, Kaduna |
| 15 november Vriendschappelijk № 442 «onderlinge duels» | Kalu Uche 9' Ikechukwu Uche 90' |       |        | Ahmadu-Bello Stadium, Kaduna |

### 2012
|                                                       |         |       |        |  |
| 10 januari Vriendschappelijk № 443 «onderlinge duels» | Nigeria | 0 – 0 | Angola |  |
| 10 januari Vriendschappelijk № 443 «onderlinge duels» |         |       |        |  |

|                                                        |         |       |         |  |
| 15 februari Vriendschappelijk № 444 «onderlinge duels» | Liberia | 0 – 2 | Nigeria |  |
| 15 februari Vriendschappelijk № 444 «onderlinge duels» |         |       |         |  |

|                                                              |        |       |         |  |
| 29 februari Kwalificatie Africa Cup № 445 «onderlinge duels» | Rwanda | 0 – 0 | Nigeria |  |
| 29 februari Kwalificatie Africa Cup № 445 «onderlinge duels» |        |       |         |  |

|                                                     |        |       |         |  |
| 12 april Vriendschappelijk № 446 «onderlinge duels» | Egypte | 3 – 2 | Nigeria |  |
| 12 april Vriendschappelijk № 446 «onderlinge duels» |        |       |         |  |

|                                                             |                    |       |         |                                                                                          |
| 24 mei Vriendschappelijk № 447 «onderlinge duels» 20:00 uur | Peru               | 1 – 0 | Nigeria | Estadio Nacional José Diaz, Lima Toeschouwers: 32.100 Scheidsrechter: José Espinel (ECU) |
| 24 mei Vriendschappelijk № 447 «onderlinge duels» 20:00 uur | Paolo Guerrero 37' |       |         | Estadio Nacional José Diaz, Lima Toeschouwers: 32.100 Scheidsrechter: José Espinel (ECU) |

|                                                 |         |       |         |  |
| 3 juni WK-kwalificatie № 448 «onderlinge duels» | Nigeria | 1 – 0 | Namibië |  |
| 3 juni WK-kwalificatie № 448 «onderlinge duels» |         |       |         |  |

|                                                 |        |       |         |  |
| 9 juni WK-kwalificatie № 449 «onderlinge duels» | Malawi | 1 – 1 | Nigeria |  |
| 9 juni WK-kwalificatie № 449 «onderlinge duels» |        |       |         |  |

|                                                          |         |       |        |  |
| 16 juni Kwalificatie Africa Cup № 450 «onderlinge duels» | Nigeria | 2 – 0 | Rwanda |  |
| 16 juni Kwalificatie Africa Cup № 450 «onderlinge duels» |         |       |        |  |

|                                                                        |                                   |       |                                            |                                                                           |
| 8 september Kwalificatie Africa Cup № 451 «onderlinge duels» 20:00 uur | Liberia                           | 2 – 2 | Nigeria                                    | Samuel Doe Sports Complex, Monrovia Scheidsrechter: Koman Coulibaly (MLI) |
| 8 september Kwalificatie Africa Cup № 451 «onderlinge duels» 20:00 uur | Tonia Tisdell 8' Sekou Oliseh 66' |       | 14' Nosa Igiebor 16' (pen.) Ikechukwu Uche | Samuel Doe Sports Complex, Monrovia Scheidsrechter: Koman Coulibaly (MLI) |

|                                                                       | |       |                  |                                                                   |
| 13 oktober Kwalificatie Africa Cup № 452 «onderlinge duels» 17:00 uur | Nigeria | 6 – 1 | Liberia          | U.J. Esuene Stadium, Calabar Scheidsrechter: Daniel Bennett (RSA) |
| 13 oktober Kwalificatie Africa Cup № 452 «onderlinge duels» 17:00 uur | John Obi Mikel 1' (pen.) Efe Ambrose 2' Ahmed Musa 42' Victor Moses 47' Ikechukwu Uche 71' Victor Moses 85' |       | 79' Patrick Wleh | U.J. Esuene Stadium, Calabar Scheidsrechter: Daniel Bennett (RSA) |

|                                                                  |                     |       |                                                      |                                                                             |
| 14 november Vriendschappelijk № 453 «onderlinge duels» 20:05 uur | Venezuela           | 1 – 3 | Nigeria                                              | Marlins Park, Miami Toeschouwers: 13.372 Scheidsrechter: Terry Vaughn (USA) |
| 14 november Vriendschappelijk № 453 «onderlinge duels» 20:05 uur | Frank Feltscher 70' |       | 49' Brown Ideye 53' Emanuel Igiebor 90' Ogenyi Onazi | Marlins Park, Miami Toeschouwers: 13.372 Scheidsrechter: Terry Vaughn (USA) |

### 2013
|                                                                |            |       |         |                                                                                    |
| 9 januari Vriendschappelijk № 454 «onderlinge duels» 20:00 uur | Kaapverdië | 0 – 0 | Nigeria | Estádio Algarve, Faro Toeschouwers: 320 Scheidsrechter: Hugo Filipe Ferreira (POR) |
| 9 januari Vriendschappelijk № 454 «onderlinge duels» 20:00 uur |            |       |         | Estádio Algarve, Faro Toeschouwers: 320 Scheidsrechter: Hugo Filipe Ferreira (POR) |

| Afrika Cup |
| ---------- |

|                                                                  |                      |       |                    |                                                                                       |
| 21 januari Afrika Cup Groep C № 455 «onderlinge duels» 18:00 uur | Burkina Faso         | 1 – 1 | Nigeria            | Mbombela Stadium, Nelspruit Toeschouwers: 8.500 Scheidsrechter: Mohamed Benouza (ALG) |
| 21 januari Afrika Cup Groep C № 455 «onderlinge duels» 18:00 uur | Emmanuel Emenike 23' |       | 90+4' Alain Traoré | Mbombela Stadium, Nelspruit Toeschouwers: 8.500 Scheidsrechter: Mohamed Benouza (ALG) |

|                                                                  |                           |       |                      |                                                                                     |
| 25 januari Afrika Cup Groep C № 456 «onderlinge duels» 15:00 uur | Zambia                    | 1 – 1 | Nigeria              | Mbombela Stadium, Nelspruit Toeschouwers: 25.000 Scheidsrechter: Gehad Grisha (EGY) |
| 25 januari Afrika Cup Groep C № 456 «onderlinge duels» 15:00 uur | Kennedy Mweene 85' (pen.) |       | 57' Emmanuel Emenike | Mbombela Stadium, Nelspruit Toeschouwers: 25.000 Scheidsrechter: Gehad Grisha (EGY) |

|                                                                  |          |                                                 |         |                                                                                                  |
| 29 januari Afrika Cup Groep C № 457 «onderlinge duels» 17:00 uur | Ethiopië | 0 – 2                                           | Nigeria | Royal Bafokeng Stadium, Rustenburg Toeschouwers: 15.000 Scheidsrechter: Bouchaïb El Ahrach (MAR) |
| 29 januari Afrika Cup Groep C № 457 «onderlinge duels» 17:00 uur |          | 80' (pen.) Victor Moses 90' (pen.) Victor Moses |         | Royal Bafokeng Stadium, Rustenburg Toeschouwers: 15.000 Scheidsrechter: Bouchaïb El Ahrach (MAR) |

|                                                                      |                  |       |                                     |                                                                                               |
| 3 februari Afrika Cup Kwartfinale № 458 «onderlinge duels» 15:00 uur | Ivoorkust        | 1 – 2 | Nigeria                             | Royal Bafokeng Stadium, Rustenburg Toeschouwers: 25.000 Scheidsrechter: Djamel Haimoudi (ALG) |
| 3 februari Afrika Cup Kwartfinale № 458 «onderlinge duels» 15:00 uur | Cheick Tioté 50' |       | 43' Emmanuel Emenike 78' Sunday Mba | Royal Bafokeng Stadium, Rustenburg Toeschouwers: 25.000 Scheidsrechter: Djamel Haimoudi (ALG) |

|                                                                       |                             |       |                                                                                |                                                                                         |
| 6 februari Afrika Cup Halve finale № 459 «onderlinge duels» 15:00 uur | Mali                        | 1 – 4 | Nigeria                                                                        | Moses Mabhida Stadium, Durban Toeschouwers: 54.000 Scheidsrechter: Bakary Gassama (GAM) |
| 6 februari Afrika Cup Halve finale № 459 «onderlinge duels» 15:00 uur | Cheick Fantamady Diarra 75' |       | 25' Uwa Elderson Echiéjilé 30' Brown Ideye 44' Emmanuel Emenike 60' Ahmed Musa | Moses Mabhida Stadium, Durban Toeschouwers: 54.000 Scheidsrechter: Bakary Gassama (GAM) |

|                                                                  |                |       |              |                                                                                      |
| 10 februari Afrika Cup Finale № 460 «onderlinge duels» 18:30 uur | Nigeria        | 1 – 0 | Burkina Faso | FNB Stadium, Johannesburg Toeschouwers: 85.000 Scheidsrechter: Djamel Haimoudi (ALG) |
| 10 februari Afrika Cup Finale № 460 «onderlinge duels» 18:30 uur | Sunday Mba 40' |       |              | FNB Stadium, Johannesburg Toeschouwers: 85.000 Scheidsrechter: Djamel Haimoudi (ALG) |

|  |  |  |  |  |  |  |  |  |

|                                                   |                       |       |                    |                                                                                        |
| 23 maart WK-kwalificatie № 461 «onderlinge duels» | Nigeria               | 1 – 1 | Kenia              | U.J. Esuene Stadium, Calabar Toeschouwers: onbekend Scheidsrechter: Joshua Bondo (BOT) |
| 23 maart WK-kwalificatie № 461 «onderlinge duels» | Nnamdi Oduamadi 90+2' |       | 36' Francis Kahata | U.J. Esuene Stadium, Calabar Toeschouwers: onbekend Scheidsrechter: Joshua Bondo (BOT) |

|                                                   |                                           |       |                                |                                                                                      |
| 31 mei Vriendschappelijk № 462 «onderlinge duels» | Mexico                                    | 2 – 2 | Nigeria                        | Reliant Stadium, Houston Toeschouwers: 62.000 Scheidsrechter: Baldomero Toledo (USA) |
| 31 mei Vriendschappelijk № 462 «onderlinge duels» | Javier Hernández 21' Javier Hernández 69' |       | 28' Ayodeyi Brown 39' John Ogu | Reliant Stadium, Houston Toeschouwers: 62.000 Scheidsrechter: Baldomero Toledo (USA) |

|                                                 |       |                |         | |
| 5 juni WK-kwalificatie № 463 «onderlinge duels» | Kenia | 0 – 1          | Nigeria | Moi International Sports Centre, Nairobi Toeschouwers: 30.000 Scheidsrechter: Noumandiez Doué (CIV) |
| 5 juni WK-kwalificatie № 463 «onderlinge duels» |       | 80' Ahmed Musa |         | Moi International Sports Centre, Nairobi Toeschouwers: 30.000 Scheidsrechter: Noumandiez Doué (CIV) |

|                                                  |                   |       |                      |                                                                                      |
| 12 juni WK-kwalificatie № 464 «onderlinge duels» | Namibië           | 1 – 1 | Nigeria              | Sam Nujoma Stadion, Windhoek Toeschouwers: 9.000 Scheidsrechter: Mensur Maeruf (ERI) |
| 12 juni WK-kwalificatie № 464 «onderlinge duels» | Deon Kavendji 77' |       | 82' Godfrey Oboabona | Sam Nujoma Stadion, Windhoek Toeschouwers: 9.000 Scheidsrechter: Mensur Maeruf (ERI) |

| FIFA Confederations Cup 2013 |
| ---------------------------- |

|                                                                           |                    |       | |                                                                                          |
| 17 juni Confederations Cup Groep B № 465 «onderlinge duels» 16:00 (UTC−3) | Tahiti             | 1 – 6 | Nigeria | Estádio Mineirão, Belo Horizonte Toeschouwers: 20.187 Scheidsrechter: Joel Aguilar (ESA) |
| 17 juni Confederations Cup Groep B № 465 «onderlinge duels» 16:00 (UTC−3) | Jonathan Tehau 54' |       | 5' (e.d.) Nicolas Vallar 10' Nnamdi Oduamadi 26' Nnamdi Oduamadi 69' (e.d.) Jonathan Tehau 76' Nnamdi Oduamadi 80' Uwa Elderson Echiéjilé | Estádio Mineirão, Belo Horizonte Toeschouwers: 20.187 Scheidsrechter: Joel Aguilar (ESA) |

|                                                                           |                    |       |                                   |                                                                                     |
| 20 juni Confederations Cup Groep B № 466 «onderlinge duels» 19:00 (UTC−3) | Nigeria            | 1 – 2 | Uruguay                           | Arena Fonte Nova, Salvador Toeschouwers: 26.769 Scheidsrechter: Björn Kuipers (NED) |
| 20 juni Confederations Cup Groep B № 466 «onderlinge duels» 19:00 (UTC−3) | John Obi Mikel 37' |       | 19' Diego Lugano 51' Diego Forlán | Arena Fonte Nova, Salvador Toeschouwers: 26.769 Scheidsrechter: Björn Kuipers (NED) |

|                                                                       |         |                                                  |        |                                                                                     |
| 23 juni Confederations Cup Groep B № 467 «onderlinge duels» 16:00 uur | Nigeria | 0 – 3                                            | Spanje | Estádio Castelão, Fortaleza Toeschouwers: 51.263 Scheidsrechter: Joel Aguilar (SLV) |
| 23 juni Confederations Cup Groep B № 467 «onderlinge duels» 16:00 uur |         | 3' Jordi Alba 62' Fernando Torres 88' Jordi Alba |        | Estádio Castelão, Fortaleza Toeschouwers: 51.263 Scheidsrechter: Joel Aguilar (SLV) |

|  |  |  |  |  |  |  |  |  |

|                                                   |         |       |           |  |
| 5 juli Vriendschappelijk № 468 «onderlinge duels» | Nigeria | 4 – 1 | Ivoorkust |  |
| 5 juli Vriendschappelijk № 468 «onderlinge duels» |         |       |           |  |

|                                                    |                                      |       |         |  |
| 26 juli Vriendschappelijk № 469 «onderlinge duels» | Ivoorkust                            | 2 – 0 | Nigeria |  |
| 26 juli Vriendschappelijk № 469 «onderlinge duels» | Kévin Zougoula 5' Kévin Zougoula 25' |       |         |  |

|                                                                  |             |                                 |         |                                                                                        |
| 14 augustus Vriendschappelijk № 470 «onderlinge duels» 20:15 uur | Zuid-Afrika | 0 – 2                           | Nigeria | Moses Mabhida Stadion, Durban Toeschouwers: 16.000 Scheidsrechter: Ruzive Ruzive (ZIM) |
| 14 augustus Vriendschappelijk № 470 «onderlinge duels» 20:15 uur |             | 49' Uche Nwofor 68' Uche Nwofor |         | Moses Mabhida Stadion, Durban Toeschouwers: 16.000 Scheidsrechter: Ruzive Ruzive (ZIM) |

|                                                      |         |       |        |  |
| 7 september WK-kwalificatie № 471 «onderlinge duels» | Nigeria | 2 – 0 | Malawi |  |
| 7 september WK-kwalificatie № 471 «onderlinge duels» |         |       |        |  |

|                                                         |         |       |              |  |
| 10 september Vriendschappelijk № 472 «onderlinge duels» | Nigeria | 4 – 1 | Burkina Faso |  |
| 10 september Vriendschappelijk № 472 «onderlinge duels» |         |       |              |  |

|                                                                         |                    |       |                                                  |                                                                                         |
| 13 oktober WK-kwalificatie Play-offs № 473 «onderlinge duels» 16:00 uur | Ethiopië           | 1 – 2 | Nigeria                                          | Addis Ababa Stadium, Addis Ababa Toeschouwers: 22.000 Scheidsrechter: Sidi Alioum (CMR) |
| 13 oktober WK-kwalificatie Play-offs № 473 «onderlinge duels» 16:00 uur | Behailu Assefa 57' |       | 67' Emmanuel Emenike 90' (pen.) Emmanuel Emenike | Addis Ababa Stadium, Addis Ababa Toeschouwers: 22.000 Scheidsrechter: Sidi Alioum (CMR) |

|                                                       |          |       |         |  |
| 28 oktober Vriendschappelijk № 474 «onderlinge duels» | Jordanië | 1 – 0 | Nigeria |  |
| 28 oktober Vriendschappelijk № 474 «onderlinge duels» |          |       |         |  |

|                                                                          |                                           |       |          |                                                                                     |
| 16 november WK-kwalificatie Play-offs № 475 «onderlinge duels» 16:00 uur | Nigeria                                   | 2 – 0 | Ethiopië | UJ Esuene Stadium, Calabar Toeschouwers: 8.000 Scheidsrechter: Bakary Gassama (GAM) |
| 16 november WK-kwalificatie Play-offs № 475 «onderlinge duels» 16:00 uur | Victor Moses 20' (pen.) Victor Nsofor 82' |       |          | UJ Esuene Stadium, Calabar Toeschouwers: 8.000 Scheidsrechter: Bakary Gassama (GAM) |

|                                                                  |                                   |       |                                             |                                                                                   |
| 18 november Vriendschappelijk № 476 «onderlinge duels» 20:45 uur | Nigeria                           | 2 – 2 | Italië                                      | Craven Cottage, Londen Toeschouwers: 15.267 Scheidsrechter: Martin Atkinson (ENG) |
| 18 november Vriendschappelijk № 476 «onderlinge duels» 20:45 uur | Chinedu Dike 35' Shola Ameobi 40' |       | 12' Giuseppe Rossi 47' Emanuele Giaccherini | Craven Cottage, Londen Toeschouwers: 15.267 Scheidsrechter: Martin Atkinson (ENG) |

### 2014
|                                                      |                                       |       |                          |                                                                                        |
| 4 januari Vriendschappelijk № 477 «onderlinge duels» | Nigeria                               | 2 – 1 | Ethiopië                 | Abuja National Stadium, Abuja Toeschouwers: 2.000 Scheidsrechter: Yakhouba Keita (GUI) |
| 4 januari Vriendschappelijk № 477 «onderlinge duels» | Ifeanyi Edeh 3' Ugonna Uzochuckwu 30' |       | 5' (e.d.) Chigozie Agbim | Abuja National Stadium, Abuja Toeschouwers: 2.000 Scheidsrechter: Yakhouba Keita (GUI) |

| African Championship |
| -------------------- |

|                                                                            |                                        |       |                 |                                                                                          |
| 11 januari African Championship Groep A № 478 «onderlinge duels» 20:00 uur | Mali                                   | 2 – 1 | Nigeria         | Green Point Stadium, Kaapstad Toeschouwers: 14.000 Scheidsrechter: Bernard Camille (SEY) |
| 11 januari African Championship Groep A № 478 «onderlinge duels» 20:00 uur | Abdoulaye Sissoko 18' Adama Traoré 50' |       | 54' Fuad Salami | Green Point Stadium, Kaapstad Toeschouwers: 14.000 Scheidsrechter: Bernard Camille (SEY) |

|                                                                            |                                                                         |       |                          |                                                                                             |
| 15 januari African Championship Groep A № 479 «onderlinge duels» 19:00 uur | Nigeria                                                                 | 4 – 2 | Mozambique               | Green Point Stadium, Kaapstad Toeschouwers: 18.407 Scheidsrechter: Aboubacar Bangoura (GUI) |
| 15 januari African Championship Groep A № 479 «onderlinge duels» 19:00 uur | Ifeanyi Ede 11' Rabiu Ali 13' Rabiu Ali 54' (pen.) Barnabas Imenger 88' |       | 10' Dario Khan 54' Diogo | Green Point Stadium, Kaapstad Toeschouwers: 18.407 Scheidsrechter: Aboubacar Bangoura (GUI) |

|                                                                            |                                                            |       |                           |                                                                                          |
| 19 januari African Championship Groep A № 480 «onderlinge duels» 18:00 uur | Nigeria                                                    | 3 – 1 | Zuid-Afrika               | Green Point Stadium, Kaapstad Toeschouwers: 35.000 Scheidsrechter: Mohamed Benouza (ALG) |
| 19 januari African Championship Groep A № 480 «onderlinge duels» 18:00 uur | Ejike Uzoenyi 22' Ifeanyi Ede 32' (pen.) Ejike Uzoenyi 64' |       | 81' (pen.) Bernard Parker | Green Point Stadium, Kaapstad Toeschouwers: 35.000 Scheidsrechter: Mohamed Benouza (ALG) |

|                                                                                |                                                                                 |       |                                                                   |                                                                                         |
| 25 januari African Championship Kwartfinale № 481 «onderlinge duels» 16:00 uur | Nigeria                                                                         | 4 – 3 | Marokko                                                           | Green Point Stadium, Kaapstad Toeschouwers: 8.000 Scheidsrechter: Bernard Camille (SEY) |
| 25 januari African Championship Kwartfinale № 481 «onderlinge duels» 16:00 uur | Ugonna Uzochuckwu 49' biu Ali 56' Ejike Uzoenyi 90' Abubakar Aliyu Ibrahim 111' |       | 33' Mouhcine Moutouali 37' Mouhcine Iajour 40' Mouhcine Moutouali | Green Point Stadium, Kaapstad Toeschouwers: 8.000 Scheidsrechter: Bernard Camille (SEY) |

|                                                                                 |         |       |       |                                                                                       |
| 29 januari African Championship Halve finale № 482 «onderlinge duels» 19:30 uur | Nigeria | 0 – 0 | Ghana | Vrystaatstadion, Bloemfontein Toeschouwers: 7.000 Scheidsrechter: Janny Sikazwe (ZAM) |
| 29 januari African Championship Halve finale № 482 «onderlinge duels» 19:30 uur |         |       |       | Vrystaatstadion, Bloemfontein Toeschouwers: 7.000 Scheidsrechter: Janny Sikazwe (ZAM) |

|                                                |     | strafschoppen                                                     |  |
| Ejike Uzoenyi Solomon Kwambe Ugonna Uzochuckwu | 1–4 | Michael Akuffu Theophilus Anobaah Samuel Ainooson Asiedu Attobrah |  |

|                                                                                 |          |                                |         |                                                                                      |
| 1 februari African Championship Troostfinale № 483 «onderlinge duels» 17:00 uur | Zimbabwe | 0 – 1                          | Nigeria | Green Point Stadium, Kaapstad Toeschouwers: 8.000 Scheidsrechter: Victor Gomes (RSA) |
| 1 februari African Championship Troostfinale № 483 «onderlinge duels» 17:00 uur |          | 85' Chinonso Christian Obiozor |         | Green Point Stadium, Kaapstad Toeschouwers: 8.000 Scheidsrechter: Victor Gomes (RSA) |

|  |  |  |  |  |  |  |  |  |

|                                                    |        |       |         |                                                                                 |
| 5 maart Vriendschappelijk № 484 «onderlinge duels» | Mexico | 0 – 0 | Nigeria | Georgia Dome, Atlanta Toeschouwers: 68.212 Scheidsrechter: Walter Quesada (CRC) |
| 5 maart Vriendschappelijk № 484 «onderlinge duels» |        |       |         | Georgia Dome, Atlanta Toeschouwers: 68.212 Scheidsrechter: Walter Quesada (CRC) |

|                                                             |                                                  |       |                                    |                                                                               |
| 28 mei Vriendschappelijk № 485 «onderlinge duels» 20:00 uur | Schotland                                        | 2 – 2 | Nigeria                            | Craven Cottage, Londen Toeschouwers: 20.156 Scheidsrechter: Lee Probert (ENG) |
| 28 mei Vriendschappelijk № 485 «onderlinge duels» 20:00 uur | Charlie Mulgrew 10' Azubuike Egwuekwe 52' (e.d.) |       | 41' Michael Uchebo 90' Uche Nwofor | Craven Cottage, Londen Toeschouwers: 20.156 Scheidsrechter: Lee Probert (ENG) |

|                                                             |         |       |             |                                                                            |
| 3 juni Vriendschappelijk № 486 «onderlinge duels» 20:00 uur | Nigeria | 0 – 0 | Griekenland | PPL Park, Chester Toeschouwers: 10.131 Scheidsrechter: Elmer Bonilla (ESA) |
| 3 juni Vriendschappelijk № 486 «onderlinge duels» 20:00 uur |         |       |             | PPL Park, Chester Toeschouwers: 10.131 Scheidsrechter: Elmer Bonilla (ESA) |

|                                                             |                                     |       |                         |                                                                                          |
| 7 juni Vriendschappelijk № 487 «onderlinge duels» 20:00 uur | Verenigde Staten                    | 2 – 1 | Nigeria                 | EverBank Field, Jacksonville Toeschouwers: 52.033 Scheidsrechter: Mark Clattenburg (ENG) |
| 7 juni Vriendschappelijk № 487 «onderlinge duels» 20:00 uur | Jozy Altidore 31' Jozy Altidore 68' |       | 86' (pen.) Victor Moses | EverBank Field, Jacksonville Toeschouwers: 52.033 Scheidsrechter: Mark Clattenburg (ENG) |

| WK voetbal 2014 |
| --------------- |

|                                                                                   |      |       |         |                                                                                   |
| 16 juni WK-eindronde Groep F № 488 «onderlinge duels» 16:00 (UTC−3) 21:00 (UTC+2) | Iran | 0 – 0 | Nigeria | Arena da Baixada, Curitiba Toeschouwers: 39.081 Scheidsrechter: Carlos Vera (ECU) |
| 16 juni WK-eindronde Groep F № 488 «onderlinge duels» 16:00 (UTC−3) 21:00 (UTC+2) |      |       |         | Arena da Baixada, Curitiba Toeschouwers: 39.081 Scheidsrechter: Carlos Vera (ECU) |

|                                                                                   |                      |       |                |                                                                                 |
| 21 juni WK-eindronde Groep F № 489 «onderlinge duels» 18:00 (UTC−4) 0:00+ (UTC+2) | Nigeria              | 1 – 0 | Bosnië en Her. | Arena Pantanal, Cuiabá Toeschouwers: 40.499 Scheidsrechter: Peter O'Leary (NZL) |
| 21 juni WK-eindronde Groep F № 489 «onderlinge duels» 18:00 (UTC−4) 0:00+ (UTC+2) | Peter Odemwingie 29' |       |                | Arena Pantanal, Cuiabá Toeschouwers: 40.499 Scheidsrechter: Peter O'Leary (NZL) |

|                                                                                   |                              |       |                                                    |                                                                                           |
| 25 juni WK-eindronde Groep F № 490 «onderlinge duels» 13:00 (UTC−3) 18:00 (UTC+2) | Nigeria                      | 2 – 3 | Argentinië                                         | Estádio Beira-Rio, Porto Alegre Toeschouwers: 43.285 Scheidsrechter: Nicola Rizzoli (ITA) |
| 25 juni WK-eindronde Groep F № 490 «onderlinge duels» 13:00 (UTC−3) 18:00 (UTC+2) | Ahmed Musa 4' Ahmed Musa 47' |       | 3' Lionel Messi 45+1' Lionel Messi 50' Marcos Rojo | Estádio Beira-Rio, Porto Alegre Toeschouwers: 43.285 Scheidsrechter: Nicola Rizzoli (ITA) |

|                                                                                          |                                         |       |         |                                                                                               |
| 30 juni WK-eindronde Achtste finale № 491 «onderlinge duels» 13:00 (UTC−3) 18:00 (UTC+2) | Frankrijk                               | 2 – 0 | Nigeria | Estádio Nacional de Brasília, Brasilia Toeschouwers: 67.882 Scheidsrechter: Mark Geiger (USA) |
| 30 juni WK-eindronde Achtste finale № 491 «onderlinge duels» 13:00 (UTC−3) 18:00 (UTC+2) | Paul Pogba 79' Joseph Yobo 90+2' (e.d.) |       |         | Estádio Nacional de Brasília, Brasilia Toeschouwers: 67.882 Scheidsrechter: Mark Geiger (USA) |

|  |  |  |  |  |  |  |  |  |

|                                                                                    |                                     |       |                                                                  |                                                                                        |
| 6 september Kwalificatie Africa Cup Groep A № 492 «onderlinge duels» 17:00 (UTC+1) | Nigeria                             | 2 – 3 | Congo-Brazzaville                                                | U. J. Esuene Stadium, Calabar Toeschouwers: 2.000 Scheidsrechter: Joseph Lamptey (GHA) |
| 6 september Kwalificatie Africa Cup Groep A № 492 «onderlinge duels» 17:00 (UTC+1) | Efe Ambrose 13' Gbolahan Salami 89' |       | 16' Prince Oniangue 40' Thievy Bifouma 53' (pen.) Thievy Bifouma | U. J. Esuene Stadium, Calabar Toeschouwers: 2.000 Scheidsrechter: Joseph Lamptey (GHA) |

|                                                                                     |             |       |         |                                                               |
| 10 september Kwalificatie Africa Cup Groep A № 493 «onderlinge duels» 20:00 (UTC+2) | Zuid-Afrika | 0 – 0 | Nigeria | Groenpuntstadion, Kaapstad Scheidsrechter: Joshua Bondo (BOT) |
| 10 september Kwalificatie Africa Cup Groep A № 493 «onderlinge duels» 20:00 (UTC+2) |             |       |         | Groenpuntstadion, Kaapstad Scheidsrechter: Joshua Bondo (BOT) |

|                                                                    |                    |       |         |                                                                |
| 9 oktober Kwalificatie Africa Cup Groep A № 494 «onderlinge duels» | Soedan             | 1 – 0 | Nigeria | Khartoum Stadium, Khartoum Scheidsrechter: Janny Sikazwe (ZAM) |
| 9 oktober Kwalificatie Africa Cup Groep A № 494 «onderlinge duels» | Bakri Almadina 41' |       |         | Khartoum Stadium, Khartoum Scheidsrechter: Janny Sikazwe (ZAM) |

|                                                                     |                                                 |       |                   |                                                                  |
| 14 oktober Kwalificatie Africa Cup Groep A № 495 «onderlinge duels» | Nigeria                                         | 3 – 1 | Soedan            | Abuja National Stadium, Abuja Scheidsrechter: Néant Alioum (CMR) |
| 14 oktober Kwalificatie Africa Cup Groep A № 495 «onderlinge duels» | Ahmed Musa 48' Aaron Olanare 66' Ahmed Musa 90' |       | 56' Ibrahim Salah | Abuja National Stadium, Abuja Scheidsrechter: Néant Alioum (CMR) |

|                                                                      |                   |                                             |         |                                                                  |
| 15 november Kwalificatie Africa Cup Groep A № 496 «onderlinge duels» | Congo-Brazzaville | 0 – 2                                       | Nigeria | Stade Municipal, Pointe-Noire Scheidsrechter: Grisha Ghead (EGY) |
| 15 november Kwalificatie Africa Cup Groep A № 496 «onderlinge duels» |                   | 59' (pen.) Ikechukwu Uche 90' Aaron Olanare |         | Stade Municipal, Pointe-Noire Scheidsrechter: Grisha Ghead (EGY) |

|                                                                      |                               |       |                                     |                                                                             |
| 19 november Kwalificatie Africa Cup Groep A № 497 «onderlinge duels» | Nigeria                       | 2 – 2 | Zuid-Afrika                         | Abuja National Stadium, Abuja Scheidsrechter: Rajindraparsad Seechurn (MRT) |
| 19 november Kwalificatie Africa Cup Groep A № 497 «onderlinge duels» | Sone Aluko 68' Sone Aluko 90' |       | 42' Tokelo Rantie 48' Tokelo Rantie | Abuja National Stadium, Abuja Scheidsrechter: Rajindraparsad Seechurn (MRT) |

### 2015
|                                                       |         |                   |           |                                                 |
| 11 januari Vriendschappelijk № 498 «onderlinge duels» | Nigeria | 0 – 1             | Ivoorkust | Shaikh Zayedstadion, Abu Dhabi Toeschouwers: 75 |
| 11 januari Vriendschappelijk № 498 «onderlinge duels» |         | 84' Salomon Kalou |           | Shaikh Zayedstadion, Abu Dhabi Toeschouwers: 75 |

|                                                       |                                     |       |       |                                     |
| 17 januari Vriendschappelijk № 499 «onderlinge duels» | Nigeria                             | 2 – 0 | Jemen | The Sevens, Dubai Toeschouwers: 100 |
| 17 januari Vriendschappelijk № 499 «onderlinge duels» | Mfon Udoh 25' Azubuike Egwuekwe 64' |       |       | The Sevens, Dubai Toeschouwers: 100 |

|                                                     |         |                 |         |                                                                                 |
| 25 maart Vriendschappelijk № 500 «onderlinge duels» | Nigeria | 0 – 1           | Oeganda | Akwa Ibomstadion, Uyo Toeschouwers: 21.000 Scheidsrechter: William Agbovi (GHA) |
| 25 maart Vriendschappelijk № 500 «onderlinge duels» |         | 81' Farouk Miya |         | Akwa Ibomstadion, Uyo Toeschouwers: 21.000 Scheidsrechter: William Agbovi (GHA) |

|                                                     |                   |       |                |                                                                                     |
| 29 maart Vriendschappelijk № 501 «onderlinge duels» | Zuid-Afrika       | 1 – 1 | Nigeria        | Mbombelastadion, Nelspruit Toeschouwers: 18.526 Scheidsrechter: Janny Sikazwe (ZAM) |
| 29 maart Vriendschappelijk № 501 «onderlinge duels» | Bongani Zungu 90' |       | 85' Ahmed Musa | Mbombelastadion, Nelspruit Toeschouwers: 18.526 Scheidsrechter: Janny Sikazwe (ZAM) |

|                                                               |                                      |       |        |                                                                   |
| 13 juni Kwalificatie AK 2017 Groep G № 502 «onderlinge duels» | Nigeria                              | 2 – 0 | Tsjaad | Ahmadu Bellostadion, Kaduna Scheidsrechter: Assoumane Gnali (NIG) |
| 13 juni Kwalificatie AK 2017 Groep G № 502 «onderlinge duels» | Gbolahan Salami 62' Odion Ighalo 79' |       |        | Ahmadu Bellostadion, Kaduna Scheidsrechter: Assoumane Gnali (NIG) |

|                                                                   |          |       |         |                                                                             |
| 5 september Kwalificatie AK 2017 Groep G № 503 «onderlinge duels» | Tanzania | 0 – 0 | Nigeria | Benjamin Mkapastadion, Dar es Salaam Scheidsrechter: Louis Hakizimana (RWA) |
| 5 september Kwalificatie AK 2017 Groep G № 503 «onderlinge duels» |          |       |         | Benjamin Mkapastadion, Dar es Salaam Scheidsrechter: Louis Hakizimana (RWA) |

|                                                        |                                       |       |       |                                                                                                  |
| 8 september Vriendschappelijk № 504 «onderlinge duels» | Nigeria                               | 2 – 0 | Niger | Adokiye Amiesimakastadion, Port Harcourt Toeschouwers: 15.000 Scheidsrechter: David Laryea (GHA) |
| 8 september Vriendschappelijk № 504 «onderlinge duels» | Ahmed Musa 11' (pen.) Moses Simon 85' |       |       | Adokiye Amiesimakastadion, Port Harcourt Toeschouwers: 15.000 Scheidsrechter: David Laryea (GHA) |

|                                                      |         |                                           |                |                                                                       |
| 8 oktober Vriendschappelijk № 505 «onderlinge duels» | Nigeria | 0 – 2                                     | Congo-Kinshasa | Stade de la Cité de l'Oie, Wezet Scheidsrechter: Serge Gumienny (BEL) |
| 8 oktober Vriendschappelijk № 505 «onderlinge duels» |         | 7' Dieumerci Mbokani 31' Michaël N'Kololo |                | Stade de la Cité de l'Oie, Wezet Scheidsrechter: Serge Gumienny (BEL) |

|                                                       |                                                  |       |          |                                                                                           |
| 11 oktober Vriendschappelijk № 506 «onderlinge duels» | Nigeria                                          | 3 – 0 | Kameroen | Edmond Machtensstadion, Brussel Toeschouwers: 2.000 Scheidsrechter: Jonathan Lardot (BEL) |
| 11 oktober Vriendschappelijk № 506 «onderlinge duels» | Efe Ambrose 38' Moses Simon 60' Odion Ighalo 88' |       |          | Edmond Machtensstadion, Brussel Toeschouwers: 2.000 Scheidsrechter: Jonathan Lardot (BEL) |

|                                                       |                                     |       |              |                                                                              |
| 17 oktober Vriendschappelijk № 507 «onderlinge duels» | Nigeria                             | 2 – 0 | Burkina Faso | Adokiye Amiesimakastadion, Port Harcourt Scheidsrechter: Boubou Traore (MLI) |
| 17 oktober Vriendschappelijk № 507 «onderlinge duels» | Yaro Boture 23' Gbolahan Salami 75' |       |              | Adokiye Amiesimakastadion, Port Harcourt Scheidsrechter: Boubou Traore (MLI) |

|                                                       |              |       |         |                                                                 |
| 25 oktober Vriendschappelijk № 508 «onderlinge duels» | Burkina Faso | 0 – 0 | Nigeria | Stade du 4 aout, Ouagadougou Scheidsrechter: Mohamed Omar (LBY) |
| 25 oktober Vriendschappelijk № 508 «onderlinge duels» |              |       |         | Stade du 4 aout, Ouagadougou Scheidsrechter: Mohamed Omar (LBY) |

|                                                           |           |       |         |                                                                                   |
| 13 november Kwalificatie WK 2018 № 509 «onderlinge duels» | Swaziland | 0 – 0 | Nigeria | Somhlolostadion, Lobamba Toeschouwers: 5.918 Scheidsrechter: Akintoye Koole (BEN) |
| 13 november Kwalificatie WK 2018 № 509 «onderlinge duels» |           |       |         | Somhlolostadion, Lobamba Toeschouwers: 5.918 Scheidsrechter: Akintoye Koole (BEN) |

|                                                           |                                 |       |           |                                                                                             |
| 17 november Kwalificatie WK 2018 № 510 «onderlinge duels» | Nigeria                         | 2 – 0 | Swaziland | Adokiye Amiesimaka, Port Harcourt Toeschouwers: 27.000 Scheidsrechter: Jackson Pavaza (NAM) |
| 17 november Kwalificatie WK 2018 № 510 «onderlinge duels» | Moses Simon 51' Efe Ambrose 86' |       |           | Adokiye Amiesimaka, Port Harcourt Toeschouwers: 27.000 Scheidsrechter: Jackson Pavaza (NAM) |

### 2016
|                                                                 |                                                                                      |       |                        |                                                                                   |
| 18 januari CHAN 2016 Groep C № 511 «onderlinge duels» 18:00 uur | Nigeria                                                                              | 4 – 1 | Niger                  | Nyamirambostadion, Kigali Toeschouwers: 15.000 Scheidsrechter: Ibrahim Nour (EGY) |
| 18 januari CHAN 2016 Groep C № 511 «onderlinge duels» 18:00 uur | Osadebamwen Okoro 46' Chisom Chikatara 75' Chisom Chikatara 81' Chisom Chikatara 90' |       | 80' Victorien Adebayor | Nyamirambostadion, Kigali Toeschouwers: 15.000 Scheidsrechter: Ibrahim Nour (EGY) |

|                                                                 |                   |       |                      |                                                                                  |
| 22 januari CHAN 2016 Groep C № 512 «onderlinge duels» 15:00 uur | Tunesië           | 1 – 1 | Nigeria              | Nyamirambostadion, Kigali Toeschouwers: 8.000 Scheidsrechter: Joshua Bondo (BOT) |
| 22 januari CHAN 2016 Groep C № 512 «onderlinge duels» 15:00 uur | Ahmed Akaïchi 70' |       | 52' Chisom Chikatara | Nyamirambostadion, Kigali Toeschouwers: 8.000 Scheidsrechter: Joshua Bondo (BOT) |

|                                                                 |                      |       |         |                                                                                         |
| 26 januari CHAN 2016 Groep C № 513 «onderlinge duels» 15:00 uur | Guinee               | 1 – 0 | Nigeria | Stade Umuganda, Gisenyi Toeschouwers: 5.000 Scheidsrechter: Noureddine El Jaafari (MAR) |
| 26 januari CHAN 2016 Groep C № 513 «onderlinge duels» 15:00 uur | Ibrahima Sankhon 45' |       |         | Stade Umuganda, Gisenyi Toeschouwers: 5.000 Scheidsrechter: Noureddine El Jaafari (MAR) |

|                                                                          |                 |       |                   |                                                                                      |
| 25 maart Kwalificatie AK 2017 Groep G № 514 «onderlinge duels» 16:00 uur | Nigeria         | 1 – 1 | Egypte            | Ahmadu-Bellostadion, Kaduna Toeschouwers: 40.000 Scheidsrechter: Janny Sikazwe (ZAM) |
| 25 maart Kwalificatie AK 2017 Groep G № 514 «onderlinge duels» 16:00 uur | Peter Etebo 60' |       | 90' Mohamed Salah | Ahmadu-Bellostadion, Kaduna Toeschouwers: 40.000 Scheidsrechter: Janny Sikazwe (ZAM) |

|                                                                          |                   |       |         |                                                                                           |
| 29 maart Kwalificatie AK 2017 Groep G № 515 «onderlinge duels» 19:00 uur | Egypte            | 1 – 0 | Nigeria | Borg El Arabstadion, Alexandrië Toeschouwers: 65.000 Scheidsrechter: Daniel Bennett (RSA) |
| 29 maart Kwalificatie AK 2017 Groep G № 515 «onderlinge duels» 19:00 uur | Ramadan Sobhi 65' |       |         | Borg El Arabstadion, Alexandrië Toeschouwers: 65.000 Scheidsrechter: Daniel Bennett (RSA) |

|                                                             |                       |       |      |                                                                                              |
| 27 mei Vriendschappelijk № 516 «onderlinge duels» 18:00 uur | Nigeria               | 1 – 0 | Mali | Stade Robert Diochon, Le Petit-Quevilly Toeschouwers: 500 Scheidsrechter: Ruddy Buquet (FRA) |
| 27 mei Vriendschappelijk № 516 «onderlinge duels» 18:00 uur | Kelechi Iheanacho 77' |       |      | Stade Robert Diochon, Le Petit-Quevilly Toeschouwers: 500 Scheidsrechter: Ruddy Buquet (FRA) |

|                                                             |                   |       |                                                          |                                                                                         |
| 31 mei Vriendschappelijk № 517 «onderlinge duels» 18:00 uur | Luxemburg         | 1 – 3 | Nigeria                                                  | Stade Josy Barthel, Luxemburg Toeschouwers: 1.866 Scheidsrechter: Martin Atkinson (ENG) |
| 31 mei Vriendschappelijk № 517 «onderlinge duels» 18:00 uur | Vincent Thill 90' |       | 36' Brown Ideye 69' Kelechi Iheanacho 90+2' Odion Ighalo | Stade Josy Barthel, Luxemburg Toeschouwers: 1.866 Scheidsrechter: Martin Atkinson (ENG) |

|                                                                  |                       |       |          |                                                                                   |
| 3 september Vriendschappelijk № 518 «onderlinge duels» 17:00 uur | Nigeria               | 1 – 0 | Tanzania | Akwa Ibomstadion, Uyo Toeschouwers: 1.866 Scheidsrechter: Mehdi Abid Charef (ALG) |
| 3 september Vriendschappelijk № 518 «onderlinge duels» 17:00 uur | Kelechi Iheanacho 79' |       |          | Akwa Ibomstadion, Uyo Toeschouwers: 1.866 Scheidsrechter: Mehdi Abid Charef (ALG) |

|                                                                           |                     |       |                                      |                                                                 |
| 9 oktober Kwalificatie WK 2018 Groep B № 519 «onderlinge duels» 17:00 uur | Zambia              | 1 – 2 | Nigeria                              | Levy Mwanawasastadion, Ndola Scheidsrechter: Gehad Grisha (EGY) |
| 9 oktober Kwalificatie WK 2018 Groep B № 519 «onderlinge duels» 17:00 uur | Collins Mbesuma 71' |       | 33' Alex Iwobi 42' Kelechi Iheanacho | Levy Mwanawasastadion, Ndola Scheidsrechter: Gehad Grisha (EGY) |

|                                                                             |                                                      |       |                    |                                                            |
| 12 november Kwalificatie WK 2018 Groep B № 520 «onderlinge duels» 16:00 uur | Nigeria                                              | 3 – 1 | Algerije           | Akwa Ibomstadion, Uyo Scheidsrechter: Bakary Gassama (GAM) |
| 12 november Kwalificatie WK 2018 Groep B № 520 «onderlinge duels» 16:00 uur | Victor Moses 25' John Obi Mikel 42' Victor Moses 90' |       | 67' Nabil Bentaleb | Akwa Ibomstadion, Uyo Scheidsrechter: Bakary Gassama (GAM) |

### 2017
|                                                               |                       |       |                |                                                                                   |
| 23 maart Vriendschappelijk № 521 «onderlinge duels» 20:00 uur | Nigeria               | 1 – 1 | Senegal        | The Hive Stadium, Londen Toeschouwers: 2.013 Scheidsrechter: Anthony Taylor (ENG) |
| 23 maart Vriendschappelijk № 521 «onderlinge duels» 20:00 uur | Kelechi Iheanacho 82' |       | 54' Moussa Sow | The Hive Stadium, Londen Toeschouwers: 2.013 Scheidsrechter: Anthony Taylor (ENG) |

|                                                             |                                                    |       |      |                                                         |
| 1 juni Vriendschappelijk № 522 «onderlinge duels» 18:00 uur | Nigeria                                            | 3 – 0 | Togo | Stade Municipal, Saint-Leu-la-Forêt Toeschouwers: 1.000 |
| 1 juni Vriendschappelijk № 522 «onderlinge duels» 18:00 uur | Ahmed Musa 2' Ahmed Musa 18' Kelechi Iheanacho 28' |       |      | Stade Municipal, Saint-Leu-la-Forêt Toeschouwers: 1.000 |

|                                                                 |         |                                 |             |                                                                                   |
| 10 juni Kwalificatie AK 2019 № 523 «onderlinge duels» 17:00 uur | Nigeria | 0 – 2                           | Zuid-Afrika | Akwa Ibomstadion, Uyo Toeschouwers: 36.000 Scheidsrechter: Youssef Essrayri (TUN) |
| 10 juni Kwalificatie AK 2019 № 523 «onderlinge duels» 17:00 uur |         | 54' Tokelo Rantie 82' Percy Tau |             | Akwa Ibomstadion, Uyo Toeschouwers: 36.000 Scheidsrechter: Youssef Essrayri (TUN) |

|                                                                       |                        |       |         |                                                                   |
| 13 augustus Kwalificatie CHAN 2018 № 524 «onderlinge duels» 16:00 uur | Benin                  | 1 – 0 | Nigeria | Stade de l'Amitié, Cotonou Scheidsrechter: Mustapha Ghorbal (ALG) |
| 13 augustus Kwalificatie CHAN 2018 № 524 «onderlinge duels» 16:00 uur | Mama Seibou 89' (pen.) |       |         | Stade de l'Amitié, Cotonou Scheidsrechter: Mustapha Ghorbal (ALG) |

|                                                                       |                                  |       |       |                                                              |
| 19 augustus Kwalificatie CHAN 2018 № 525 «onderlinge duels» 16:00 uur | Nigeria                          | 2 – 0 | Benin | Sani Abachastadion, Kano Scheidsrechter: Joaquin Esono (GEQ) |
| 19 augustus Kwalificatie CHAN 2018 № 525 «onderlinge duels» 16:00 uur | Rabiu Ali 22' Kingsley Eduwo 47' |       |       | Sani Abachastadion, Kano Scheidsrechter: Joaquin Esono (GEQ) |

|                                                                             |                                                                            |       |          |                                                                               |
| 1 september Kwalificatie WK 2018 Groep B № 526 «onderlinge duels» 17:00 uur | Nigeria                                                                    | 4 – 0 | Kameroen | Akwa Ibomstadion, Uyo Toeschouwers: 27.000 Scheidsrechter: Gehad Grisha (EGY) |
| 1 september Kwalificatie WK 2018 Groep B № 526 «onderlinge duels» 17:00 uur | Odion Ighalo 29' John Obi Mikel 42' Victor Moses 55' Kelechi Iheanacho 76' |       |          | Akwa Ibomstadion, Uyo Toeschouwers: 27.000 Scheidsrechter: Gehad Grisha (EGY) |

|                                                                             |                              |       |                 |                                                                                         |
| 4 september Kwalificatie WK 2018 Groep B № 527 «onderlinge duels» 18:00 uur | Kameroen                     | 1 – 1 | Nigeria         | Stade Ahmadou Ahidjo, Yaoundé Toeschouwers: 38.136 Scheidsrechter: Bakary Gassama (GAM) |
| 4 september Kwalificatie WK 2018 Groep B № 527 «onderlinge duels» 18:00 uur | Vincent Aboubakar 75' (pen.) |       | 30' Moses Simon | Stade Ahmadou Ahidjo, Yaoundé Toeschouwers: 38.136 Scheidsrechter: Bakary Gassama (GAM) |

|                                                                           |                |       |        |                                                                                       |
| 7 oktober Kwalificatie WK 2018 Groep B № 528 «onderlinge duels» 17:00 uur | Nigeria        | 1 – 0 | Zambia | Godswill Akpabio Stadium, Uyo Toeschouwers: 80.000 Scheidsrechter: Joshua Bondo (BTW) |
| 7 oktober Kwalificatie WK 2018 Groep B № 528 «onderlinge duels» 17:00 uur | Alex Iwobi 73' |       |        | Godswill Akpabio Stadium, Uyo Toeschouwers: 80.000 Scheidsrechter: Joshua Bondo (BTW) |

|                                                                             |                           |       |              |                                                                                                  |
| 10 november Kwalificatie WK 2018 Groep B № 529 «onderlinge duels» 20:30 uur | Algerije                  | 1 – 1 | Nigeria      | Stade Chahid Hamlaoui, Constantine Toeschouwers: 30.000 Scheidsrechter: Eric Otogo-Castane (GAB) |
| 10 november Kwalificatie WK 2018 Groep B № 529 «onderlinge duels» 20:30 uur | Yacine Brahimi 88' (pen.) |       | 63' John Ogu | Stade Chahid Hamlaoui, Constantine Toeschouwers: 30.000 Scheidsrechter: Eric Otogo-Castane (GAB) |

|                                                                  |                                |       |                                                                     |                                                                                              |
| 14 november Vriendschappelijk № 530 «onderlinge duels» 17:30 uur | Argentinië                     | 2 – 4 | Nigeria                                                             | Krasnodar Stadion, Krasnodar Toeschouwers: 22.739 Scheidsrechter: Vladislav Bezborodov (RUS) |
| 14 november Vriendschappelijk № 530 «onderlinge duels» 17:30 uur | Éver Banega 27' Kun Agüero 36' |       | 45' Kelechi Iheanacho 52' Alex Iwobi 54' Brian Idowu 73' Alex Iwobi | Krasnodar Stadion, Krasnodar Toeschouwers: 22.739 Scheidsrechter: Vladislav Bezborodov (RUS) |

### 2018
| African Championship of Nations |
| ------------------------------- |

|                                                                    |         |       |        |                                                                                   |
| 15 januari African Championship № 531 «onderlinge duels» 20:30 uur | Nigeria | 0 – 0 | Rwanda | Stade de Tanger, Tanger Toeschouwers: onbekend Scheidsrechter: Victor Gomes (RSA) |
| 15 januari African Championship № 531 «onderlinge duels» 20:30 uur |         |       |        | Stade de Tanger, Tanger Toeschouwers: onbekend Scheidsrechter: Victor Gomes (RSA) |

|                                                                    |       |                   |         |                                                                                       |
| 19 januari African Championship № 532 «onderlinge duels» 17:30 uur | Libië | 0 – 1             | Nigeria | Stade de Tanger, Tanger Toeschouwers: onbekend Scheidsrechter: Mustapha Ghorbal (ALG) |
| 19 januari African Championship № 532 «onderlinge duels» 17:30 uur |       | 80' Sunday Faleye |         | Stade de Tanger, Tanger Toeschouwers: onbekend Scheidsrechter: Mustapha Ghorbal (ALG) |

|                                                                    |                    |       |                                                      |                                                                                 |
| 23 januari African Championship № 533 «onderlinge duels» 20:00 uur | Equatoriaal-Guinea | 1 – 3 | Nigeria                                              | Stade Adrar, Agadir Toeschouwers: onbekend Scheidsrechter: Abou Coulibaly (CIV) |
| 23 januari African Championship № 533 «onderlinge duels» 20:00 uur | Amor 40'           |       | 59' Anthony Okpotu 69' Dayo Ojo 83' (pen.) Rabiu Ali | Stade Adrar, Agadir Toeschouwers: onbekend Scheidsrechter: Abou Coulibaly (CIV) |

|                                                                    |                                           |       |        |                                                                                  |
| 28 januari African Championship № 534 «onderlinge duels» 17:30 uur | Nigeria                                   | 2 – 1 | Angola | Stade de Tanger, Tanger Toeschouwers: onbekend Scheidsrechter: Sadok Selmi (TUN) |
| 28 januari African Championship № 534 «onderlinge duels» 17:30 uur | Anthony Okpotu 90' Gabriel Okechukwu 109' |       | 55' Vá | Stade de Tanger, Tanger Toeschouwers: onbekend Scheidsrechter: Sadok Selmi (TUN) |

|                                                                    |        |                       |         |                                                                                            |
| 31 januari African Championship № 535 «onderlinge duels» 20:30 uur | Soedan | 0 – 1                 | Nigeria | Stade de Marrakech, Marrakech Toeschouwers: onbekend Scheidsrechter: Malang Diedhiou (SEN) |
| 31 januari African Championship № 535 «onderlinge duels» 20:30 uur |        | 17' Gabriel Okechukwu |         | Stade de Marrakech, Marrakech Toeschouwers: onbekend Scheidsrechter: Malang Diedhiou (SEN) |

|                                                                    |                                                                             |       |         |                                                                                         |
| 4 februari African Championship № 536 «onderlinge duels» 20:30 uur | Marokko                                                                     | 4 – 0 | Nigeria | Stade Mohamed V, Casablanca Toeschouwers: onbekend Scheidsrechter: Bakary Gassama (GAM) |
| 4 februari African Championship № 536 «onderlinge duels» 20:30 uur | Zakaria Hadraf 45' Walid El Karti 61' Zakaria Hadraf 64' Ayoub El Kaabi 73' |       |         | Stade Mohamed V, Casablanca Toeschouwers: onbekend Scheidsrechter: Bakary Gassama (GAM) |

|  |  |  |  |  |  |  |  |  |

|                                                               |       |                  |         |                                                                                    |
| 23 maart Vriendschappelijk № 537 «onderlinge duels» 20:45 uur | Polen | 0 – 1            | Nigeria | Stadion Miejski, Wrocław Toeschouwers: 41.208 Scheidsrechter: Michael Oliver (ENG) |
| 23 maart Vriendschappelijk № 537 «onderlinge duels» 20:45 uur |       | 61' Victor Moses |         | Stadion Miejski, Wrocław Toeschouwers: 41.208 Scheidsrechter: Michael Oliver (ENG) |

|                                                               |         |                                                 |        |                                                                                 |
| 27 maart Vriendschappelijk № 538 «onderlinge duels» 20:00 uur | Nigeria | 0 – 2                                           | Servië | The Hive Stadium, Londen Toeschouwers: 2.000 Scheidsrechter: Craig Pawson (ENG) |
| 27 maart Vriendschappelijk № 538 «onderlinge duels» 20:00 uur |         | 68' Aleksandar Mitrović 81' Aleksandar Mitrović |        | The Hive Stadium, Londen Toeschouwers: 2.000 Scheidsrechter: Craig Pawson (ENG) |

|                                                             |                          |       |                        |                                                                                                   |
| 28 mei Vriendschappelijk № 539 «onderlinge duels» 18:00 uur | Nigeria                  | 1 – 1 | COD                    | Adokiye Amiesimaka Stadium, Port Harcourt Toeschouwers: 41.000 Scheidsrechter: Ayensu Isaka (GHA) |
| 28 mei Vriendschappelijk № 539 «onderlinge duels» 18:00 uur | William Troost-Ekong 14' |       | 78' (pen.) Ben Malango | Adokiye Amiesimaka Stadium, Port Harcourt Toeschouwers: 41.000 Scheidsrechter: Ayensu Isaka (GHA) |

|                                                             |                               |       |                |                                                                                |
| 2 juni Vriendschappelijk № 540 «onderlinge duels» 17:15 uur | Engeland                      | 2 – 1 | Nigeria        | Wembley Stadium, Londen Toeschouwers: 70.025 Scheidsrechter: Marco Guida (ITA) |
| 2 juni Vriendschappelijk № 540 «onderlinge duels» 17:15 uur | Gary Cahill 7' Harry Kane 39' |       | 47' Alex Iwobi | Wembley Stadium, Londen Toeschouwers: 70.025 Scheidsrechter: Marco Guida (ITA) |

|                                                             |         |                 |          |                                                                                            |
| 6 juni Vriendschappelijk № 541 «onderlinge duels» 15:00 uur | Nigeria | 0 – 1           | Tsjechië | Rudolf-Tonn-Stadion, Schwechat Toeschouwers: 3.200 Scheidsrechter: Julian Weinberger (CZE) |
| 6 juni Vriendschappelijk № 541 «onderlinge duels» 15:00 uur |         | 25' Tomáš Kalas |          | Rudolf-Tonn-Stadion, Schwechat Toeschouwers: 3.200 Scheidsrechter: Julian Weinberger (CZE) |

|                                                                     |            |                                                      |         |                                                           |
| 8 september Kwalificatie AK 2019 № 545 «onderlinge duels» 16:30 uur | Seychellen | 0 – 3                                                | Nigeria | Stade Linité, Victoria Scheidsrechter: Davies Oweno (KEN) |
| 8 september Kwalificatie AK 2019 № 545 «onderlinge duels» 16:30 uur |            | Ahmed Musa 14' Chidozie Awaziem 33' Odion Ighalo 57' |         | Stade Linité, Victoria Scheidsrechter: Davies Oweno (KEN) |

|                                                                    |                                            |       |       |                                                                       |
| 13 oktober Kwalificatie AK 2019 № 546 «onderlinge duels» 16:00 uur | Nigeria                                    | 4 – 0 | Libië | Akwa Ibomstadion, Uyo Scheidsrechter: Jean-Jacques Ndala Ngambo (COD) |
| 13 oktober Kwalificatie AK 2019 № 546 «onderlinge duels» 16:00 uur | Odion Ighalo 4', 57', 78', Samuel Kalu 89' |       |       | Akwa Ibomstadion, Uyo Scheidsrechter: Jean-Jacques Ndala Ngambo (COD) |

|                                                                    |                                    |       |                                      |                                                            |
| 16 oktober Kwalificatie AK 2019 № 547 «onderlinge duels» 19:00 uur | Libië                              | 2 – 3 | Nigeria                              | Stade Taïeb Mhiri, Sfax Scheidsrechter: Joshua Bondo (BOT) |
| 16 oktober Kwalificatie AK 2019 № 547 «onderlinge duels» 19:00 uur | Mohamed Zubya 34' Ahmed Benali 73' |       | Odion Ighalo 13', 80' Ahmed Musa 16' | Stade Taïeb Mhiri, Sfax Scheidsrechter: Joshua Bondo (BOT) |

|                                                                     |                  |       |                    |                                                                |
| 17 november Kwalificatie AK 2019 № 548 «onderlinge duels» 15:00 uur | Zuid-Afrika      | 1 – 1 | Nigeria            | FNB Stadium, Johannesburg Scheidsrechter: Bakary Gassama (GAM) |
| 17 november Kwalificatie AK 2019 № 548 «onderlinge duels» 15:00 uur | Lebo Mothiba 25' |       | Buhle Mkhwanazi 9' | FNB Stadium, Johannesburg Scheidsrechter: Bakary Gassama (GAM) |

|                                                                  |         |       |         |                                                                              |
| 20 november Vriendschappelijk № 549 «onderlinge duels» 16:45 uur | Nigeria | 0 – 0 | Oeganda | Stephen Keshistadion, Asaba Scheidsrechter: Djindo Louis Houngnandande (BEN) |
| 20 november Vriendschappelijk № 549 «onderlinge duels» 16:45 uur |         |       |         | Stephen Keshistadion, Asaba Scheidsrechter: Djindo Louis Houngnandande (BEN) |

| WK 2018 |
| ------- |

|                                                    |                                                    |       |         |                                                                                    |
| 16 juni WK 2018 Groep D № «onderlinge duels» 21:00 | Kroatië                                            | 2 – 0 | Nigeria | Arena Baltika, Kaliningrad Toeschouwers: 31.136 Scheidsrechter: Sandro Ricci (BRA) |
| 16 juni WK 2018 Groep D № «onderlinge duels» 21:00 | Oghenekaro Etebo 32' (e.d.) Luka Modrić 71' (pen.) |       |         | Arena Baltika, Kaliningrad Toeschouwers: 31.136 Scheidsrechter: Sandro Ricci (BRA) |

|                                                        |                               |       |         |                                                                                      |
| 22 juni WK 2018 Groep D № «onderlinge duels» 17:00 uur | Nigeria                       | 2 – 0 | IJsland | Volgograd Arena, Wolgograd Toeschouwers: 40.904 Scheidsrechter: Matthew Conger (NZL) |
| 22 juni WK 2018 Groep D № «onderlinge duels» 17:00 uur | Ahmed Musa 49' Ahmed Musa 75' |       |         | Volgograd Arena, Wolgograd Toeschouwers: 40.904 Scheidsrechter: Matthew Conger (NZL) |

|                                                        |                         |       |                                  |                                                                                              |
| 26 juni WK 2018 Groep D № «onderlinge duels» 21:00 uur | Nigeria                 | 1 – 2 | Argentinië                       | Nieuwe Zenitstadion, Sint-Petersburg Toeschouwers: 64.468 Scheidsrechter: Cüneyt Çakır (TUR) |
| 26 juni WK 2018 Groep D № «onderlinge duels» 21:00 uur | Victor Moses 51' (pen.) |       | 14' Lionel Messi 86' Marcos Rojo | Nieuwe Zenitstadion, Sint-Petersburg Toeschouwers: 64.468 Scheidsrechter: Cüneyt Çakır (TUR) |

|  |  |  |  |  |  |  |  |  |

### 2019
|                                                              |                                                       |       |                  |                                                                   |
| 22 maart Kwalificatie AK 2019 № «onderlinge duels» 16:00 uur | Nigeria                                               | 3 – 1 | Seychellen       | Stephen Keshistadion, Asaba Scheidsrechter: Fabricio Duarte (CPV) |
| 22 maart Kwalificatie AK 2019 № «onderlinge duels» 16:00 uur | Odion Ighalo 35' Henry Onyekuru 50' Moses Simon 90+1' |       | Rody Melanie 41' | Stephen Keshistadion, Asaba Scheidsrechter: Fabricio Duarte (CPV) |

|                                                           |                 |       |        |                                                                |
| 26 maart Vriendschappelijk № «onderlinge duels» 18:00 uur | Nigeria         | 1 – 0 | Egypte | Stephen Keshistadion, Asaba Scheidsrechter: Charles Bulu (GHA) |
| 26 maart Vriendschappelijk № «onderlinge duels» 18:00 uur | Paul Onuachu 1' |       |        | Stephen Keshistadion, Asaba Scheidsrechter: Charles Bulu (GHA) |

|                                                         |         |       |          | |
| 8 juni Vriendschappelijk № «onderlinge duels» 18:00 uur | Nigeria | 0 – 0 | Zimbabwe | Stephen Keshistadion, Asaba Toeschouwers: 15.650 Scheidsrechter: Adissa Abdul Raphiou Ligali (BEN) |
| 8 juni Vriendschappelijk № «onderlinge duels» 18:00 uur |         |       |          | Stephen Keshistadion, Asaba Toeschouwers: 15.650 Scheidsrechter: Adissa Abdul Raphiou Ligali (BEN) |

| Afrikaans kampioenschap 2019 |
| ---------------------------- |

|                                                                        |                  |       |         |                                                                               |
| 22 juni Afrikaans Kampioenschap Groep B № «onderlinge duels» 19:00 uur | Nigeria          | 1 – 0 | Burundi | Alexandriëstadionn, Toeschouwers: 3.192 Scheidsrechter: Bernard Camille (SEY) |
| 22 juni Afrikaans Kampioenschap Groep B № «onderlinge duels» 19:00 uur | Odion Ighalo 77' |       |         | Alexandriëstadionn, Toeschouwers: 3.192 Scheidsrechter: Bernard Camille (SEY) |

|                                                               |                                                |       |                                 |                                                         |
| 10 september Vriendschappelijk № «onderlinge duels» 20:30 uur | Oekraïne                                       | 2 – 2 | Nigeria                         | Dnipro Arena, Dnipro Scheidsrechter: Paolo Valeri (ITA) |
| 10 september Vriendschappelijk № «onderlinge duels» 20:30 uur | Oleksandr Zintsjenko 78' Roman Jaremtsjoek 79' |       | Joe Aribo 4' Victor Osimhen 34' | Dnipro Arena, Dnipro Scheidsrechter: Paolo Valeri (ITA) |

|                                                             |              |       |               |                                                                                  |
| 13 oktober Vriendschappelijk № «onderlinge duels» 20:00 uur | Brazilië     | 1 – 1 | Nigeria       | Nationaal Stadion, Kallang Toeschouwers: 20.835 Scheidsrechter: Jansen Foo (SGP) |
| 13 oktober Vriendschappelijk № «onderlinge duels» 20:00 uur | Casemiro 48' |       | Joe Aribo 35' | Nationaal Stadion, Kallang Toeschouwers: 20.835 Scheidsrechter: Jansen Foo (SGP) |

NFA · A-internationals · Selecties · Bondscoaches · Statistieken · Nigeriaans vrouwenelftal · Olympisch elftal · Nigeria U21 · Nigeria U20 · Nigeria U19 · Nigeria U18 · Nigeria U17
1950 – 1959 · 
1960 – 1969 · 
1970 – 1979 · 
1980 – 1989 · 
1990 – 1999 · 
2000 – 2009 · 
2010 – 2019 ·
2020 − 2029
CC 1995 · 
CC 2013
WK 1994 · 
WK 1998 · 
WK 2002 · 
WK 2010 · 
WK 2014 · 
WK 2018
OS 1968 · 
OS 1980 · 
OS 1988 · 
OS 1996 · 
OS 2000 · 
OS 2008 · 
OS 2016
1949 · 
1950 · 1951 · 1952 · 1953 · 1954 · 
1955 · 
1956 · 
1957 · 
1958 · 
1959 · 
1960 · 
1961 · 
1962 · 
1963 · 
1964 · 
1965 · 
1966 · 
1967 · 
1968 · 
1969 · 
1970 · 
1971 · 
1972 · 
1973 · 
1974 · 
1975 · 
1976 · 
1977 · 
1978 · 
1979 · 
1980 · 
1981 · 
1982 · 
1983 · 
1984 · 
1985 · 
1986 · 
1987 · 
1988 · 
1989 · 
1990 · 
1991 · 
1992 · 
1993 · 
1994 · 
1995 · 
1996 · 
1997 · 
1998 · 
1999 · 
2000 · 
2001 · 
2002 · 
2003 · 
2004 · 
2005 · 
2006 · 
2007 · 
2008 · 
2009 · 
2010 · 
2011 · 
2012 · 
2013 · 
2014 ·
2015 ·
2016 ·
2017 ·
2018 ·
2019 ·
2020 ·
2021 ·
2022
Algerije ·
Angola ·
Argentinië ·
Australië ·
Benin ·
Bosnië en Herzegovina ·
Botswana ·
Brazilië ·
Bulgarije ·
Burkina Faso ·
Burundi ·
Canada ·
Centraal-Afrikaanse Republiek ·
Colombia ·
Congo-Brazzaville ·
Congo-Kinshasa ·
Costa Rica ·
Denemarken ·
Duitsland ·
Ecuador ·
Egypte ·
Engeland ·
Equatoriaal-Guinea ·
Eritrea ·
Ethiopië ·
Frankrijk ·
Gabon ·
Gambia ·
Georgië ·
Ghana ·
Griekenland ·
Guinee ·
Guinee-Bissau ·
Ierland ·
IJsland ·
Indonesië ·
Iran ·
Italië ·
Ivoorkust ·
Jamaica ·
Japan ·
Joegoslavië ·
Jordanië ·
Kaapverdië · 
Kameroen ·
Kenia ·
Kroatië ·
Lesotho ·
Liberia ·
Libië ·
Luxemburg ·
Madagaskar ·
Malawi ·
Mali ·
Marokko ·
Mexico ·
Mozambique ·
Namibië ·
Nederland ·
Niger ·
Noord-Korea ·
Noord-Macedonië ·
Noorwegen ·
Oeganda ·
Oekraïne ·
Oezbekistan ·
Oostenrijk ·
Paraguay ·
Peru ·
Polen ·
Portugal ·
Roemenië ·
Rwanda ·
Saoedi-Arabië ·
Sao Tomé en Principe ·
Schotland ·
Senegal ·
Servië ·
Seychellen ·
Sierra Leone ·
Soedan ·
Spanje ·
Swaziland ·
Tahiti ·
Tanzania ·
Thailand ·
Togo ·
Tsjaad ·
Tsjechië ·
Tunesië ·
Uruguay ·
Venezuela ·
Verenigde Staten ·
Zambia ·
Zimbabwe ·
Zuid-Afrika ·
Zuid-Korea ·
Zweden ·
Zwitserland
Argentinië (2010) ·
Argentinië (2014) ·
Argentinië (2018) ·
Bosnië en Herzegovina (2014) ·
Burkina Faso (2013) ·
Frankrijk (2014) ·
Iran (2014) ·
IJsland (2018) ·
Kroatië (2018) ·
Zuid-Korea (2010)
AFC-zone: Afghanistan · Australië · Bahrein · Bangladesh · Bhutan · Brunei · Cambodja · China · Chinees Taipei · Filipijnen · Guam · Hongkong · India · Indonesië · Iran · Irak · Japan · Jemen · Jordanië · Koeweit · Kirgizië · Laos · Libanon · Macau · Maleisië · Maldiven · Mongolië · Myanmar · Nepal · Noord-Korea · Oezbekistan · Oman · Oost-Timor · Pakistan · Palestina · Qatar · Saoedi-Arabië · Singapore · Sri Lanka · Syrië · Tadjikistan · Thailand · Turkmenistan · Verenigde Arabische Emiraten · Vietnam · Zuid-Korea

CAF-zone: Algerije · Angola · Benin · Botswana · Burkina Faso · Burundi · Centraal-Afrikaanse Republiek · Comoren · Congo-Brazzaville · Congo-Kinshasa · Djibouti · Egypte · Equatoriaal-Guinea · Eritrea · Ethiopië · Gabon · Gambia · Ghana · Guinee · Guinee-Bissau · Ivoorkust · Kaapverdië · Kameroen · Kenia · Lesotho · Liberia · Libië · Madagaskar · Malawi · Mali · Mauritanië · Mauritius · Marokko · Mozambique · Namibië · Niger · Nigeria · Oeganda · Rwanda · Sao Tomé en Principe · Senegal · Seychellen · Sierra Leone · Soedan · Somalië · Swaziland · Tanzania · Togo · Tsjaad · Tunesië · Zambia · Zimbabwe · Zuid-Afrika · Zuid-Soedan 

CONCACAF-zone: Amerikaanse Maagdeneilanden · Anguilla · Antigua en Barbuda · Aruba · Bahama's · Barbados · Belize · Bermuda · Britse Maagdeneilanden · Canada · Kaaimaneilanden · Costa Rica · Cuba · Curaçao · Dominica · Dominicaanse Republiek · El Salvador · Frans Guyana · Grenada · Guadeloupe · Guatemala · Guyana · Haïti · Honduras · Jamaica · Martinique · Mexico · Montserrat · 
Nicaragua · Panama · Puerto Rico · Saint Kitts en Nevis · Saint Lucia · Saint Vincent en de Grenadines · Sint Maarten · Suriname · Trinidad en Tobago · Turks- en Caicoseilanden · Verenigde Staten

CONMEBOL-zone: Argentinië · Bolivia · Brazilië · Chili · Colombia · Ecuador · Paraguay · Peru · Uruguay · Venezuela

OFC-zone: Amerikaans-Samoa · Cookeilanden · Fiji · Nieuw-Caledonië · Nieuw-Zeeland · Papoea-Nieuw-Guinea · Samoa · Salomoneilanden · Tahiti · Tonga · Vanuatu

UEFA-zone: Albanië · Andorra · Armenië · Azerbeidzjan · België · Bosnië en Herzegovina · Bulgarije · Cyprus · Denemarken · Duitsland · Engeland · Estland · Faeröer · Finland · Frankrijk · Georgië · Gibraltar · Griekenland · Hongarije · IJsland · Ierland · Israël · Italië · Kazachstan · Kosovo · Kroatië · Letland · Liechtenstein · Litouwen · Luxemburg · Macedonië · Malta · Moldavië · Montenegro · Nederland · Noord-Ierland · Noorwegen · Oekraïne · Oostenrijk · Polen · Portugal · Roemenië · Rusland · San Marino · Schotland · Servië · Slovenië · Slowakije · Spanje · Tsjechië · Turkije · Wales · Wit-Rusland · Zweden · Zwitserland